# Đurađ Branković
Đurađ Branković, noto anche con il patronimico Đurađ Vuković (1377 – Smederevo, 24 dicembre 1456), è stato un sovrano serbo.
Fu Despota di Serbia dal 1427 al 1456, nonché barone del Regno di Ungheria. Fu il primo della casata dei Branković a essere re di Serbia.

## Famiglia
Suo padre era Vuk Branković e sua madre era Mara, figlia del Knez Lazzaro Hrebeljanović, comunemente noto come Tsar Lazar. Sua moglie era una principessa bizantina, Irene Cantacuzena (1400-1457), nipote dell'imperatore Giovanni VI Cantacuzeno. Tuttavia, secondo alcune fonti, la sua prima moglie fu Elena di Trebisonda, figlia dell'imperatore Alessio IV di Trebisonda. 

## Regno
Durante il suo regno la capitale fu spostata a Smederevo, vicino a Belgrado, dopo la Seconda battaglia del Kosovo.
Dopo essere stato nominato successore da suo zio, il despota Stefano Lazarević, il regno di Branković fu segnato da nuove guerre e dalla perdita del Kosovo e della Metohija a vantaggio dell'Impero ottomano. Brankovic si alleò con il Regno di Ungheria ma nel 1439 Smederevo, capitale della famiglia Brankovic, fu presa dagli ottomani. Branković si rifugiò nel Regno di Ungheria dove possedeva molti territori tra cui Zemun, Slankamen, Kupinik, Sremska Mitrovica, Stari Bečej, Kulpin, Čurug, Světí, Petar, Perlek, Peser, Petrovo Selo, Bečej, Arač, Veliki Bečkerek e altri.
Brankovic ebbe un ruolo importante nel raggiungimento della Pace di Seghedino (1444), tra il Regno di Ungheria e l'Impero Ottomano, questa pace gli riconsegnò il suo dominio sulla Serbia, ma dovette corrompere Giovanni Hunyadi con i suoi territori. Il 22 agosto 1444 Branković riprese possesso, in modo pacifico, della città di Smederevo.
La pace fu infranta quello stesso anno da Hunyadi e da re Ladislao che intrapresero la Crociata di Varna e per questa rottura della pace Branković si allontanò dai suoi alleati ungheresi. Un'armata di crociati capitanata da Hunyadi fu sconfitta dal sultano Murad II nella battaglia di Varna nel 1444. La sconfitta fu causata in parte dal tradimento di Branković nei confronti di Hunyadi; Branković intercettò i rinforzi albanesi di Scanderbeg, diretti alla battaglia, e ritardò il loro arrivo. Questo fu l'ultimo tentativo su larga scala del medioevo di espellere gli ottomani dal sud-est dell'Europa. Anche se l'Ungheria riuscì a difendersi dagli ottomani finché rimase in vita Hunyadi, il regno fu preso dagli ottomani nel XVI secolo. Branković aveva anche catturato, per un breve periodo, Hunyadi a Smederevo, mentre questi era di ritorno a casa dal Kosovo nel 1448.
Branković era considerato all'epoca come uno dei più ricchi monarchi d'Europa. Il cavaliere francese Bertrandon de la Broquière stimava in 200 000 ducati veneziani i ricavi del despota dalle miniere di oro e argento di Novo Brdo (città vicino a Gnjilane, in Kosovo). Tra le altre fonti di guadagno per il despota vi erano le sue terre nel Regno di Ungheria, le cui spese era coperte dalla corona ungherese, il ricavo annuale da queste terre è stimato in 50 000 ducati.

## Discendenza
Da Irene, ebbe almeno sei figli: 
- Todor Branković (c.1415 - prima 1429). Non menzionato nel manoscritto Massarelli, probabilmente morto ancora giovane.
- Grgur Branković (c. 1415 - 16 ottobre, 1459). Primo ad essere menzionato nel manoscritto Masarelli, padre di Vuk Grgurević.
- Stefan III Branković (c. 1417 - 1476). Terzo ad essere menzionato nel manoscritto Massarelli.
- Katarina Branković (c.1418 - 1490). Sposò Ulrico II di Celje. Quarta menzionata nel manoscritto Massarelli.
- Mara Branković (c. 1420 - 14 settembre 1487). Seconda menzionata nel manoscritto Massarelli, sposò Murad II dell'Impero Ottomano.
- Lazar II Branković (c.1421/27 - 20 gennaio - 20 giugno, 1458). Quinto ed ultimo ad essere menzionato nel manoscritto Massarelli.

## Ascendenza
|                                    |                     |                      | Genitori        |  |  | Nonni             |  |  | Bisnonni |  |
|                                    |                     |                      |                 |  |  | Branko Mladenović |  |  | Mladen   |  |
|                                    |                     |                      |                 |  |  | Branko Mladenović |  |  | Mladen   |  |
|                                    |                     | …                    |                 |  |  | Branko Mladenović |  |  |          |  |
| Vuk Branković                      |                     |                      |                 |  |  | Branko Mladenović |  |  |          |  |
|                                    |                     | …                    | …               |  |  |                   |  |  |          |  |
|                                    |                     | …                    | …               |  |  |                   |  |  |          |  |
|                                    |                     | …                    | …               |  |  |                   |  |  |          |  |
| Đurađ Branković, despota di Serbia |                     | …                    |                 |  |  |                   |  |  |          |  |
|                                    | Lazar Hrebeljanović | Pribac Hrebeljanović |                 |  |  |                   |  |  |          |  |
|                                    | Lazar Hrebeljanović | Pribac Hrebeljanović |                 |  |  |                   |  |  |          |  |
|                                    | Lazar Hrebeljanović | …                    |                 |  |  |                   |  |  |          |  |
| Mara Lazarević                     | Lazar Hrebeljanović |                      |                 |  |  |                   |  |  |          |  |
|                                    |                     | Milica di Serbia     | Vratko Nemanjić |  |  |                   |  |  |          |  |
|                                    |                     | Milica di Serbia     | Vratko Nemanjić |  |  |                   |  |  |          |  |
|                                    |                     | Milica di Serbia     | …               |  |  |                   |  |  |          |  |
|                                    |                     | Milica di Serbia     |                 |  |  |                   |  |  |          |  |

## Fonti
- Ćorović, Vladimir (1997). Istorija srpskog naroda (Period IV, Chapter 5)